# Kent Kessler

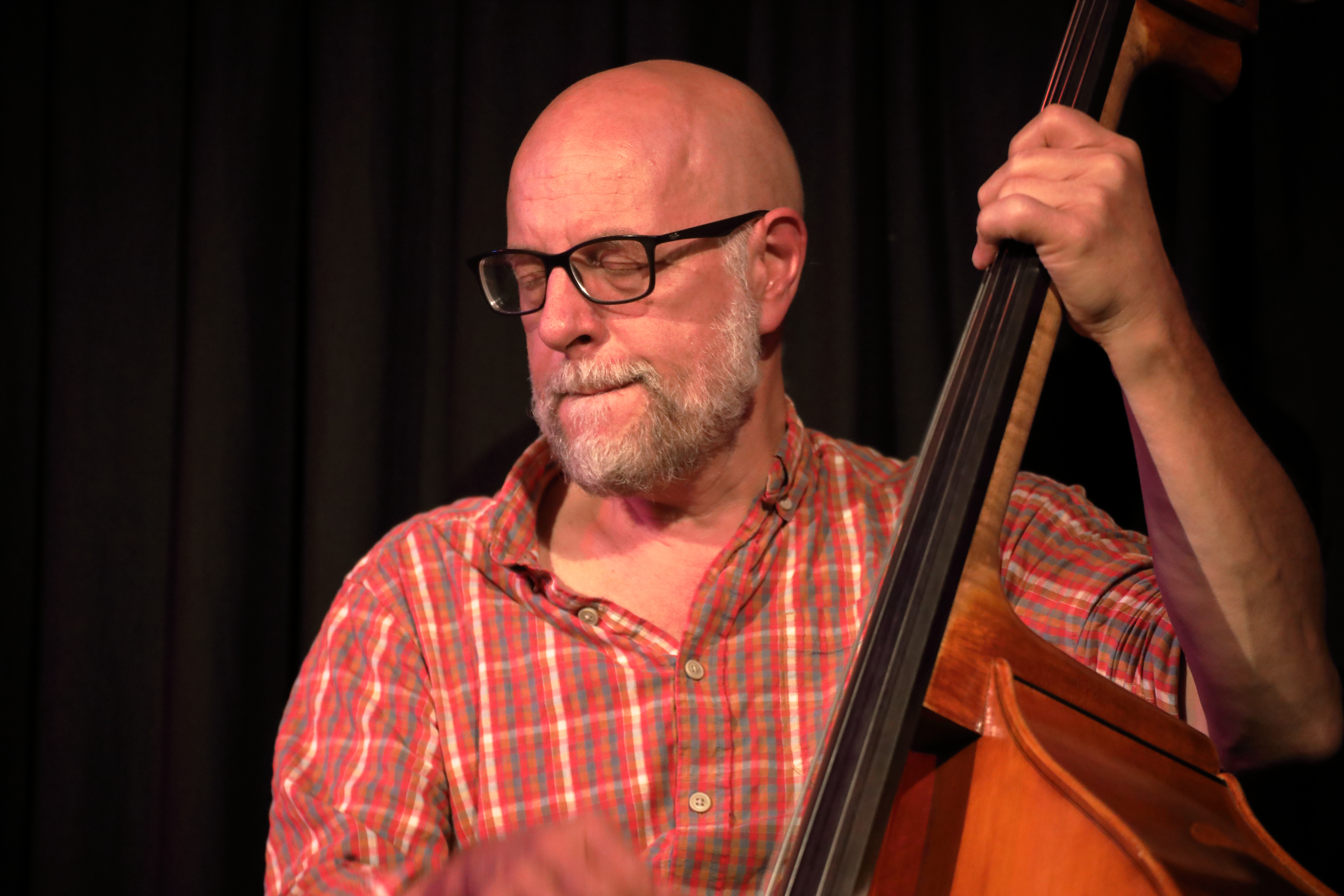
Mit dem Rodrigo Amado This Is Our Language 4TET im Club W71, 2019

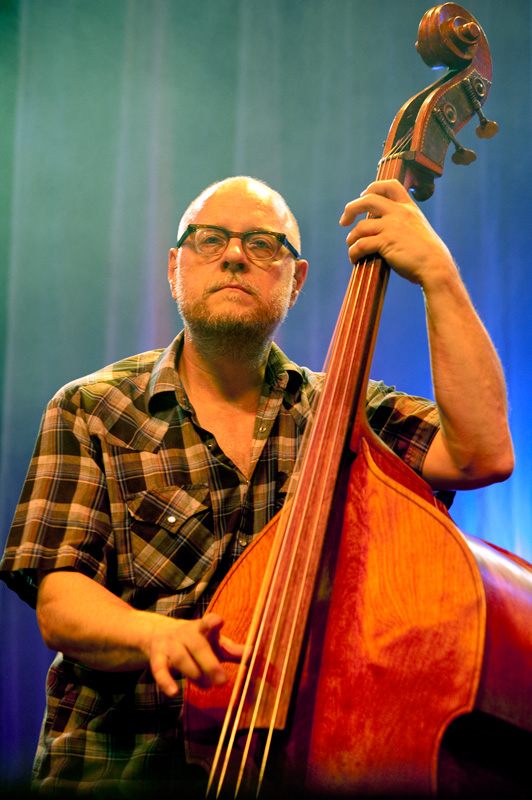
Kent Kessler (mœrs festival 2010)

Kent Kessler (* 28. Januar 1957 in Crawfordsville (Indiana)) ist ein US-amerikanischer Kontrabassist, der vor allem durch seine Arbeit in der Chicagoer Szene des Modern Creative seit 1980 hervorgetreten ist.

## Leben und Wirken
Kessler wuchs in Cape Cod auf und begann im Alter von zehn Jahren Posaune zu spielen. Seit seinem dreizehnten Lebensjahr lebt er in Chicago. Als Schüler der St. Mary Center For Learning High School begann er sich für Jazz zu interessieren und nahm Privatunterricht auf der Bassgitarre. Gemeinsam mit Perkussionist Michael Zerang und den Gitarristen Dan Scanlan sowie Norbert Funk gründete er 1977 das Neutrino Orchestra. Nachdem er 1980 bis 1981 in Brasilien lebte, studierte er an der Roosevelt University in Chicago; zusammen mit Zerang bildete er die Gruppe Musica Menta, mit der er regelmäßig lokal auftrat.
Kessler, der in den nächsten Jahren auf den Kontrabass wechselte, wurde 1985 von Hal Russell in dessen NRG Ensemble geholt, mit dem er bis 1992 auf Europatourneen ging und mehrere Alben für ECM aufnahm. Seit 1991 arbeitete er auch Ken Vandermark in unterschiedlichen Gruppen, etwa mit Vandermark 5, dem DKV Trio oder dessen Territory Band (New Horse for the White House, 2004). Auch arbeitete er mit Hamid Drake, Fred Anderson, Peter Brötzmanns Chicago Tentet (Be Music, Night, 2005), Joe McPhee ( The Damage Is Done, 2009), Jeb Bishop und dem Peter Brötzmann Chicago Tentet (Short Visit to Nowhere, Signs, 2002/04), aber auch mit Mats Gustafsson, Misha Mengelberg, Georg Gräwe, Guillermo Gregorio, Rodrigo Amado/Paal Nilssen-Love (The Abstract Truth, 2009), Mars Williams (An Ayler Xmas Volume 2, 2018, und Fake Music, 2019), Silke Eberhard/Dave Rempis (Exposure, 2020) und Luc Houtkamp. 2003 veröffentlichte Kessler sein Soloalbum Bull Fiddle auf Okka Disk.